# Bishna
Bishna é uma cidade e uma notified area committee no distrito de Jammu, no estado indiano de Jammu & Kashmir.

## Demografia
Segundo o censo de 2001, Bishna tinha uma população de 9141 habitantes. Os indivíduos do sexo masculino constituem 55% da população e os do sexo feminino 45%. Bishna tem uma taxa de literacia de 72%, superior à média nacional de 59,5%; a literacia no sexo masculino é de 79% e no sexo feminino é de 64%. 11% da população está abaixo dos 6 anos de idade.